# Isotopi dell'idrogeno

Gli isotopi dell'idrogeno più diffusi; da sinistra a destra: prozio, deuterio e trizio.

In natura esistono tre isotopi dell'idrogeno (H): 1H (prozio), 2H (deuterio) e 3H (trizio), mentre gli altri (da 4H a 7H) hanno un nucleo fortemente instabile che impedisce un'emivita superiore anche solo al millesimo di secondo.

## Descrizione

### Idrogeno-1 (prozio)
1H (massa atomica 1,007825032241(94) u) è il più comune isotopo dell'idrogeno, con un'abbondanza isotopica del 99,985%. Poiché il suo nucleo consiste solamente in un singolo protone, gli è stato dato il nome formale di prozio. Quindi, l'unico fra gli isotopi stabili a non avere neutroni.

### Idrogeno-2 (deuterio)
2H (massa atomica 2,01410177811(12) u), l'altro isotopo stabile dell'idrogeno, è conosciuto come deuterio e contiene all'interno del suo nucleo un protone ed un neutrone. La molecola che invece di due atomi di idrogeno ne ha due di deuterio (D2O) è chiamata acqua pesante e compone in piccola parte l'acqua che utilizziamo ogni giorno.

Il deuterio è anche un potenziale carburante per i reattori a fusione nucleare.

### Idrogeno-3 (trizio)
3H (massa atomica 3,01604928199(23) u) è conosciuto come trizio e il suo nucleo è composto da un protone e due neutroni. È un isotopo radioattivo e decade in elio-3 attraverso decadimento β, con un'emivita di 12,32 anni. Tracce di trizio sono presenti in natura a causa dell'interazione tra i raggi cosmici e i gas atmosferici. È stato inoltre rilasciato nell'ambiente durante i test nucleari. Esso viene impiegato per la costruzione di armi termonucleari, come in geochimica isotopica e per la produzione di sorgenti luminose radioluminescenti.

Il trizio è stato inoltre impiegato in medicina nucleare come tracciante negli esami diagnostici, ma oggi il suo utilizzo in questi esami è raro.

### Idrogeno-4
4H è un isotopo dell'idrogeno altamente instabile. Il nucleo contiene un protone e tre neutroni. È stato sintetizzato in laboratorio bombardando delle molecole di trizio con nuclei di deuterio ad alta velocità. In questo esperimento, i nuclei di trizio hanno catturato i neutroni dei nuclei di deuterio. La presenza di idrogeno-4 è stata dedotta individuando i protoni emessi. La massa atomica di questo isotopo è di 4,027806±0,000110 u. Decade tramite emissione di neutroni e ha un'emivita di (1,39±0,10)×10−22 secondi.

### Idrogeno-5
5H è un isotopo dell'idrogeno altamente instabile. Il nucleo contiene un protone e quattro neutroni. È stato sintetizzato in laboratorio bombardando delle molecole di trizio con nuclei di trizio ad alta velocità. In questo esperimento, un nucleo di trizio cattura due neutroni dell'altro, e si viene a formare un nucleo con un protone e quattro neutroni. I protoni rimanenti possono essere individuati, e quindi dedotta l'esistenza dell'idrogeno-5. Questo isotopo decade tramite emissione di neutroni e ha un'emivita di almeno 9,1×10−22 secondi. La sua massa atomica è di 5,035311±0,000107 u.

### Idrogeno-6
6H ha un protone e 5 neutroni, tende quindi a decadere con emissione di neutroni in due possibili catene di decadimento:
6H → 3n + 3H → e+ + 3He
6H → n + 5H → 2n + 3H → e+ + 3He
L'idrogeno-6 ha un'emivita di 2,90×10−22 s che non ne permette alcun utilizzo pratico. Ha una massa atomica di 6,044942±0,000284 u.

### Idrogeno-7
7H è formato da un protone e sei neutroni. È stato sintetizzato per la prima volta da un gruppo di ricercatori russi, giapponesi e francesi al laboratorio RIKEN bombardando dell'idrogeno con degli atomi di elio-8.

## Tabella degli isotopi
Massa atomica standard: 1,00794 u
| simbolo | Z | N | massa isotopica (u) | emivita            | spin nucleare | DM | DP  | NA      |
| ------- | - | - | ------------------- | ------------------ | ------------- | -- | --- | ------- |
| 1H      | 1 | 0 | 1.00782503207(10)   | STABILE            | +1/2          |    |     | 99,985% |
| 2H      | 1 | 1 | 2.0141017778(4)     | STABILE            | +1            |    |     | 0,015%  |
| 3H      | 1 | 2 | 3.0160492777(25)    | 12,32 anni         | +1⁄2          | β− | 3He | tracce  |
| 4H      | 1 | 3 | 4.027806(111)       | 1,39(0.10)×10−22 s | -2            | ?  | 3H  | -       |
| 5H      | 1 | 4 | 5.035311(107)       | >9,1×10−22 s ?     | (+1⁄2)        |    |     | -       |
| 6H      | 1 | 5 | 6.044942(284)       | 2,90(70)×10−22 s   | -2            | n  | 3He | -       |
| 7H      | 1 | 6 | 7.05275(108)        | 2,3(6)×10−23 s     | +1/2          |    |     | -       |

## Catene di decadimento
La maggior parte degli isotopi pesanti dell'idrogeno decadono direttamente in 3H, il quale a sua volta decade nell'isotopo stabile 3He. Tuttavia è stato osservato che occasionalmente 6H decade direttamente nello stabile 2H.
{\displaystyle {\begin{array}{rcl}\\{\ce {^{3}_{1}H}}&{\ce {->[12.32\ {\ce {y}}]}}&{\ce {{^{3}_{2}He}+e^{-}}}\\{\ce {^{4}_{1}H}}&{\ce {->[139\ {\ce {ys}}]}}&{\ce {{^{3}_{1}H}+{^{1}_{0}n}}}\\{\ce {^{5}_{1}H}}&{\ce {->[>\ 910\ {\ce {ys}}]}}&{\ce {{^{3}_{1}H}+{2_{0}^{1}n}}}\\{\ce {^{6}_{1}H}}&{\ce {->[290\ {\ce {ys}}]}}&{\ce {{^{3}_{1}H}+{3_{0}^{1}n}}}\\{\ce {^{6}_{1}H}}&{\ce {->[290\ {\ce {ys}}]}}&{\ce {{^{2}_{1}H}+{4_{0}^{1}n}}}\\{\ce {^{7}_{1}H}}&{\ce {->[23\ {\ce {ys}}]}}&{\ce {{^{3}_{1}H}+{4_{0}^{1}n}}}\\{}\end{array}}}
Si noti che il tempo di decadimento è espresso in yoctosecondi per tutti gli isotopi eccetto 3H, per il quale è espresso in anni.